# 尼克·鄧普西
尼克·鄧普西（Nick Dempsey，1980年8月13日—），是一名出生於英國諾里奇的帆船運動員，曾經在奧運會上獲得兩銀一銅。他也曾分別在2009年和2013年獲得世界冠軍。

## 參賽紀錄
| 年份 | 賽事           | 主辦城市 | 名次   | 項目       |
| ---- | -------------- | -------- | ------ | ---------- |
| 2000 | 奧林匹克運動會 | 澳大利亚 | 第16名 | 米斯特拉板 |
| 2004 | 奧林匹克運動會 | 雅典     | 銅牌   | 米斯特拉板 |
| 2008 | 奧林匹克運動會 | 北京     | 第4名  | 風浪板     |
| 2012 | 奧林匹克運動會 | 倫敦     | 銀牌   | 風浪板     |

## 外部連結
- Nick Dempsey's Homepage （页面存档备份，存于）
- Profile at sailing.org （页面存档备份，存于）